# رزاب
رزاب، روستایی از توابع بخش مرکزی شهرستان سروآباد در استان کردستان ایران است.

## جمعیت
این روستا در دهستان رزآب قرار دارد و براساس سرشماری مرکز آمار ایران در سال ۱۳۸۵، جمعیت آن ۷۵۵ نفر (۱۷۲خانوار) بوده‌است.